# El Sacrificio, San Luis Potosí
El Sacrificio är en ort i Mexiko.   Den ligger i kommunen San Martín Chalchicuautla och delstaten San Luis Potosí, i den sydöstra delen av landet, 210 km norr om huvudstaden Mexico City. El Sacrificio ligger 129 meter över havet och antalet invånare är 117.
Terrängen runt El Sacrificio är platt åt sydväst, men åt nordost är den kuperad. Runt El Sacrificio är det ganska tätbefolkat, med 96 invånare per kvadratkilometer. Närmaste större samhälle är Tamazunchale, 15,9 km väster om El Sacrificio. Omgivningarna runt El Sacrificio är en mosaik av jordbruksmark och naturlig växtlighet.